# Ceylalictus inornatus
Ceylalictus inornatus är en biart som först beskrevs av Blüthgen 1935.  Ceylalictus inornatus ingår i släktet Ceylalictus och familjen vägbin. Inga underarter finns listade i Catalogue of Life.